# Giovanni Paisiello
 Der er for få eller ingen kildehenvisninger i denne artikel, hvilket er et problem. Du kan hjælpe ved at angive troværdige kilder til de påstande, som fremføres i artiklen.

Giovanni Paisiello (født 9. maj 1740 i Taranto, død 5. juni 1816 i Napoli) var en italiensk komponist.
Det blev tidligt bestemnt, at Paisiello skulle studere retsvidenskab, og han var derfor elev i en jesuiterskole med henblik på at forberede sig på dette. Imidlertid tiltrak hans smukke stemme sig så megen opmærksomhed, at han i 1754 blev optaget på konservatoriet Sant Onofrio i Napoli, hvor han under ledelse af Francesco Durante, Carlo Cotumacci og Girolamo Abos blev uddannet til musiker.
Efter at have skrevet et pænt antal messer, oratorier, salmer osv. i kirkestil forsøgte han sig i den musikdramatiske genre til konservatoriets teater og fik i 1763 et par dramatiske Intermezzi opført der. Dette afslørede hans talent for opera buffa, og han blev inviteret til at komponere to operaer til Bologna og et til Rom. Hans operaer blev snart opført også i Parma, Firenze og Modena. Han blev dog først regnet blandt Italiens største komponister, da han i 1767 med operaen L'idolo cinese også fik succes i Napoli. Her havde indtil da Niccolò Piccinni været den toneangivende komponist. Han udfoldede en så frugtbar virksomhed som operakomponist, at han inden for få år ikke havde andre konkurrenter i Europa end Domenico Cimarosa.
I perioden 1776-84 opholdt han sig ved det russiske hof i Sankt Petersborg, hvor han var kapelmester og inspektor ved byens to italienske operaer. Han skrev i denne periode ni nye operaer, heriblandt den berømte Barberen i Sevilla efter Beaumarchais' komedie. På hjemrejsen skrev han i Warszawa på den polske konge Stanisław 2. August Poniatowskis anmodning et Te Deum og oratoriet La Passione di Nostro Signore Gesù Cristo efter Pietro Metastasios tekst. Og i Wien skrev han på anmodning af kejser Josef 2. tolv sinfoniaer og operaen Il Rè Teodoro in Venezia. 
Tilbage i Italien slog han sig ned i Napoli, hvor han ledede hofkapellet hos kong Ferdinand I. (1751-1825). Ved revolutionens udbrud i 1799 forstod han at komme på god fod med den republikanske regering og beholdt således sin post som kapelmester, men nu som leder af Nationalmusikken. Til gengæld faldt han i unåde hos kongen, og da denne vendte tilbage fra sit eksil året efter, måtte Paisiello vente i to år på at blive taget til nåde igen. I 1802 flyttede han til Paris på opfordring fra Napoleon, hvor han blev ansat til at lede og administrere dennes kapel. 
Imidlertid vandt hans operaer ingen genklang i Paris, så allerede et år og en stor mængde kirkemusik senere, rejste han tilbage til Napoli. Her kunne han træde ind i sin gamle stilling.

## Værker
Paisiello skrev flere end 100 operaer, en passion, en julepastorale, to rekvier, tre store messer med orkester, ca. 30 mindre fire-stemmige messer og et Te Deum for dobbeltkor. Som ren instrumentalmusik efterlod han seks klaverkoncerter, 12 klaverkvintetter, seks strygekvartetter, en sonate, en koncert for harpe samt 12 orkestersymfonier (egt. sinfonia).